# Schleuse Nürnberg
Die Schleuse Nürnberg ist eine Schleuse der Bundeswasserstraße Main-Donau-Kanal, etwa zwei Kilometer nördlich des Nürnberger Hafens gelegen.
Sie wurde in der Zeit von Juni 1968 bis November 1971 im Rahmen des Baues des Kanals errichtet und am 30. Oktober 1970 eröffnet. Angelegt ist sie als Sparschleuse mit drei Sparbecken südwestlich des Schleusenbeckens.

## Schleuse
Die Kammer der Einzelschleuse liegt bei Kanal-Kilometer 69,09. Bei einer Länge von 200 m hat sie eine nutzbare Länge von 190 m und eine Nutzbreite von 12 m.
Das Oberwasser hat eine Höhe von 312,5 m ü. NN, die des Schleusen-Unterwassers liegt bei 303,1 m ü. NN. Die Schleusungs-Fallhöhe beträgt 9,4 Meter.
Das Volumen der Kammer beträgt 23.030 m³, pro Schleusung werden 15.598 m³ Wasser benötigt. Durch die Hub- und Senkgeschwindigkeit von 1 m/min ergibt sich eine Schleusungsdauer von rund 9 Minuten.

## Steuerung
Die Schleuse hat einen eigenen Kommandostand, wird aber seit 2007 aus der Revierzentrale der WSV in Kriegenbrunn fernbedient. Von dort aus werden auch die Schleusen Eibach, Kriegenbrunn und Erlangen gesteuert. Ab 2024 soll die Steuerung von zwölf Schleusen aus der Leitzentrale Nürnberg erfolgen, später die aller 16 Kanalschleusen.
Die Schleuse ist, außer bei Betriebsstörungen wie beispielsweise Unfällen, Wartungsarbeiten oder Eisgang, ganzjährig rund um die Uhr betriebsbereit und nachts beleuchtet. Im Ober- und Unterwasser bestehen jeweils Schleusenvorhäfen für die Berufsschifffahrt, Warteplätze mit Sprechstellen für die Freizeitschifffahrt und Slipanlagen für Kleinfahrzeuge. Kleinfahrzeuge werden nur tagsüber und meist zusammen mit der Großschifffahrt abgefertigt. Muskelkraftgetriebene Wasserfahrzeuge werden nicht geschleust; für diese steht an den Slipstellen ein bepfandeter Transportwagen zum händischen Umsetzen bereit.

## Betriebsstörungen
- Am 8. Dezember 2007 rammte ein leeres Tankschiff bei der Einfahrt in die Schleuse ein mit Sojaschrot beladenes Gütermotorschiff.[10]
- Am 29. Mai 2012 kollidierte ein Schiff kurz nach der Schleusung an der Bahnbrücke, da das Steuerhaus nicht eingefahren war. Zwei Personen wurden dabei eingeklemmt, eine Person verletzt.[11]
- Am 9. Dezember 2013 verunglückte das Kreuzfahrtschiff River Queen in der Schleuse. Das Steuerhaus war bei der Ausfahrt aus der Schleuse nicht eingefahren und blieb deshalb am Tor des Unterhauptes hängen. Die 140 Passagiere und die Besatzung kamen mit dem Schrecken davon.[12]
- Am 7. Mai 2015 havarierte ein leerer Tank-Schubverband ebenfalls wegen eines nicht eingefahrenen Steuerhauses mit der Brücke.[13]